# Козлы (Невельский район)
Козлы — деревня в Невельском районе Псковской области России. Входит в состав сельского поселения «Лобковская волость».
Находится в 4 верстах северо-западнее деревни Усово и в 15 верстах к юго-востоку от города Невель. Рядом с деревней находится небольшое озерко Кареченка.

## Население
Численность населения деревни на конец 2000 года составляла 8 жителей.